# Hans von Aphelen
Hans von Aphelen (27. oktober 1719 – 31. juli 1779) var en norsk-dansk leksikograf. Han var den første i Danmark til at udgive ordbøger i fremmede sprog efter moderne principper, og hans dansk-franske/fransk-danske og dansk-tyske/tysk-danske ordbøger hævdede sig længe som de bedste i Danmark og Norge.

## Baggrund
Hans von Aphelen blev født i Nærø præstegæld i Namdalen. Hans far var klokker og skoleholder. Aphelen var gårdsarbejder og læste på egen hånd og privat, til han var 22 år. Han drog da til Bergen, hvor han ernærede sig ved handel og tog styrmandseksamen. Som styrmand rejste han ud og endte i Holland, hvor han indskrev sig som student ved universitetet i Leiden. Efter studier i jura rejste han videre til Frankrig, hvor han for det meste holdt til i Paris og Bordeaux.

## Sproglige arbejder
I 1749 kom han til Danmark, udgav i 1754 en mindre fransk ordbog (Dictionaire en Abrege Eller En Fransk og Dansk Ord-Bog), og blev samme år adjunkt ved det filosofiske fakultet, dog med den bestemmelse, at han ikke skulle have videre med fakultetet eller konsistorium at gøre. Han var Københavns universitets første lærer i romanske sprog, der publicerede noget. I 1759 udgav han sin Dictionnaire royal (2 kvartbind; 1772-75 anden udgave i 3 kvartbind), der dannede grundlag for de følgende århundreders fransk-danske ordbogsarbejde. Især beklagede han "den Mangel, vi have paa et dansk Lexikon". Nu kan man let gøre nar af hans etymologier ("moustache" af "mund" og "stads"), men der fandtes den gang ingen oversigt over sprogenes indbyrdes forhold.
Dette var ved purismens fremvækst, hvor en lang række fremmedord blev erstattet med nyord af dansk oprindelse. von Aphelen dannede - inspireret af tysk Rechtschreibung - ordet "retskrivning" til erstatning for "ortografi". Andre af hans selvdannede ord, der slog igennem, er "særsyn" og "formål".
Aphelen blev i 1759 ulønnet professor ved fakultetet. Udnævnelsen var en diplomatisk gestus overfor Frankrig som Danmarks allierede, og ingen pædagogisk realitet.
I 1760 giftede han sig med Helene Dorothea Schiønning. Samme år skrev Jacob Edvard Colbjørnsen sig ind ved Københavns universitet som lejeboer hos Aphelen og hans kone. Parret fik tre børn, ifølge Helenes bror, søkaptajn Peter Schiønnings dagbog. Han begyndte at læse fransk hos Aphelen, og blev i mange år boende hos sin søsters familie i København.
I 1764 udgav Aphelen Kongelig Dansk Ordbog (2 kvartbind), som er den første dansk/tysk tysk/danske ordbog nogensinde. Han udgav i 1767-70 sin oversættelse og bearbejdelse af Valmont de Bomares naturhistoriske ordbog (8 bind) og 1771 en lignende Chymisk Dictionnaire. I hans franske grammatik fra 1775 har fransk stadigvæk de seks latinske kasus.
Aphelen interesserede sig også for naturhistorie, og i sin oversættelse har han suppleret med oplysninger om nordiske forhold. Ofte skrev han "kaldes i Norge...", hvor særnorske og trønderske ord gengives. I 1774 blev han fransklærer for kronprinsen, den senere Frederik 6., og døde som justitsråd. I årene 1759–69 var han i navnet sorenskriver i Idd og Marker (regioner i Østfold), men det embede blev skøttet af hans bror Paul von Aphelen.

## Eftermæle
Da boede han i Vimmelskaftet. Han blev gravlagt 7. august i koret på Trinitatis kirke under navnet Johs. v. Aphelen, en forkortelse for Johannes. Han efterlot sig kone og en uforsørget søn og datter. Gravverset på mindetavlen i Trinitatis kirke lyder:
Men dig, du Unge som tvivle om Guds forsyn
sit lærerige Excempel paa en dydig Vandel, hvori
han, som en anden Jacob med Stav i Haand.
Efter 30 Udlændigheds Aar han omsider med
intet svinget sig op i sit Fædreneland
til de Studerendes offentlige Lærer og til en
saa Agtværdig Mand i Staten, at hans Navn
vil altid blive i en velsignet Erindring
hos en Skiönsom Efterslægt.
Mindetavlen er en af de tre, der er opsat på østvæggen i Mikkelborgs krypt.
Hans datterdatter Sofie Magdalene Lund var gift med N.M. Petersen.